# 1888
Évszázadok: 18. század – 19. század – 20. század
Évtizedek: 1830-as évek – 1840-es évek – 1850-es évek – 1860-as évek – 1870-es évek – 1880-as évek – 1890-es évek – 1900-as évek – 1910-es évek – 1920-as évek – 1930-as évek
Évek: 1883 – 1884 – 1885 – 1886 –  1887 – 1888 – 1889 – 1890 – 1891 – 1892 – 1893

## Események

### Határozott dátumú események
- június 15. – II. Vilmos 29 éves korában a Német Birodalom császára lett.[1]
- július 20. – A búr Új Köztársaság (Nieuwe Republiek) egyesülése Transvaallal.
- október 21. – Megalakul a Balatontavi Gőzhajózási Részvénytársaság.[2]
- november 9. – Megtalálják Mary Jane Kelly holttestét Londonban. (Őt tekintik hasfelmetsző Jack ötödik, utolsó áldozatának. Számos hasonló gyilkosság követte Anglia-szerte, de a rendőrség szerint az elkövetők csak utánzó gyilkosok voltak.)
- december 23. – Vincent van Gogh levágta a bal füle alsó részét.[3]

### Határozatlan dátumú események
- az év folyamán –
  - Világkiállítás Barcelonában.[4]
  - Brazíliában Izabella régenshercegnő közreműködésével eltörlik a rabszolgaságot. (700 000 rabszolga szabadult fel.)[5]
  - Szabadalmaztatják a szívószálat.[6]
  - A Comore-szigetekhez tartozó Mohéli Királyságban trónra lép a 14 éves Szalima Masamba királynő, aki 1909-ig uralkodik.

## Az év témái

### 1888 a filmművészetben
- 1888 őszén készítette el Louis Aimé Augustin Le Prince a Roundhayi kerti jelenet címen ismertté vált felvételt, melyet a legrégebbi fennmaradt filmként tartanak számon.
- A Leeds hídján átmenő forgalom r.: Louis Aimé Augustin Le Prince
- A tangóharmonikás r.: Louis Aimé Augustin Le Prince

### 1888 a képzőművészetben
- Jan Matejko lengyel festő áprilisban befejezi Kościuszko Racławicénél című festményét

### 1888 a sportban
- november 16. – Szekrényessy Kálmán budapesti Teréz körúti lakásában a zsidó fiatalság megsegítése céljából több társával megalapította a Magyar Testgyakorlók Köre (MTK) sportklubot, melynek utóbb tiszteletbeli elnöke is lett.

### 1888 a tudományban
- november 5. – Johannes Rydberg svéd fizikus közzéteszi a róla elnevezett Rydberg-formulát.
- december 7. – John Boyd Dunlop szabadalmaztatta a gumiabroncsot.
- 1888-ban, Magyarországon először – New Yorkkal egy időben – Mátészalkán, a mai Kossuth utca 16. szám alatt Szalkai Pál házában gyulladt ki a villany.[7]

### 1888 a vasúti közlekedésben

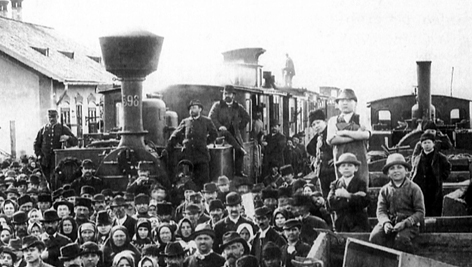
A székely gőzös megérkezése Udvarhelyre

- március 15. – Felavatják a Héjjasfalva – Székelyudvarhely vasútvonalat (székely gőzös).[8]
- az év folyamán – Átadják a Kiskunfélegyháza-Csongrád vasútvonalat.

## Születések
- január 4. – Tuli Géza Titusz olimpiai ezüstérmes tornász, sportvezető († 1966)
- január 19. – Henry Harwood brit tengerész († 1950)
- február 7. – Donáth Leó sportvezető, irodalomtörténész, műfordító († 1941)
- február 8. – Korach Mór Kossuth-díjas vegyészmérnök, az MTA tagja, a műszaki kémia úttörő alakja († 1975)
- február 12. – Beregfy Károly sváb származású magyar vezérezredes, a Szálasi-kormány honvédelmi minisztere, vezérkari főnök volt († 1946)
- március 31. – Fitz József könyvtáros, nyomdászattörténész († 1964)
- május 11. – Irving Berlin zeneszerző († 1989)
- május 18. – Petró Kálmán magyar ügyvéd, kormányfőtanácsos, országgyűlési képviselő († 1942)
- május 20. – Caesar Rudolf Boettger német malakológus († 1976)
- június 17. – Heinz Guderian, a Blitzkrieg taktika fő teoretikusa a II. világháborúban († 1954)
- július 17. – Füst Milán író, költő, drámaíró, esztéta († 1967)
- augusztus 20. – Sigray István magyar gépészmérnök, gyárigazgató, országgyűlési képviselő († 1963)
- szeptember 12. – Tersánszky Józsi Jenő, Kossuth-díjas író († 1969)
- szeptember 16. – Frans Eemil Sillanpää, Nobel-díjas finn író († 1964)
- szeptember 26. – T. S. Eliot amerikai születésű angol költő († 1965)
- október 14. – Bánáss László, veszprémi püspök († 1949)
- október 14. – Katherine Mansfield új-zélandi születésű angol írónő († 1923)
- október 16. – Eugene O’Neill Nobel-díjas amerikai drámaíró († 1953)
- október 29. – Li Ta-csao kínai kommunista, a Kínai Kommunista Párt alapítója († 1927)
- november 10. – Andrej Nyikolajevics Tupoljev szovjet–orosz repülőgép-tervező († 1972)
- november 19. – José Raúl Capablanca Kubai sakkozó, a sakk harmadik világbajnoka († 1942)
- november 24. – Dale Carnegie amerikai író († 1955)
- november 24. – Nagy Adorján magyar színész, rendező († 1956)
- december 6. – Szakasits Árpád politikus, köztársasági elnök († 1965)
- december 18. – Habsburg–Tescheni Károly Albert főherceg osztrák főherceg, magyar és cseh királyi herceg, császári és királyi tüzérezredes, majd a lengyel hadsereg tábornoka, földbirtokos († 1951)
- december 28. – Bánó Iván magyar gazdálkodó, politikus, országgyűlési képviselő († 1961)

## Halálozások
- január 10. – Jacques Guillaume Lucien Amans(wd) francia festő
- március 9. – 
  - I. Vilmos német császár[9]
  - August Ewald König német regényíró (* 1833)
- április 16. – Cserneczky Gyula ügyvéd, költő (* 1844)
- április 21. – Szamossy Elek festőművész, litográfus (* 1826)
- május 26. – Dániel János királyi tanácsos, költő (* 1812)
- június 2. – Dudás Endre városi tisztviselő (* 1820)
- június 4. – Ebenspanger Emil író, költő (* 1869)
- június 15. – III. Frigyes német császár[1]
- június 25. – Blasy Ede hegymászó (* 1820)
- augusztus 5. – Philip Sheridan az amerikai polgárháború uniós, északi erőinek tábornoka (* 1831)
- október 9. – Dezső Adolf katolikus pap (* 1862)
- október 21. – Kriesch János biológus, zoológus, mezőgazdász, az MTA tagja (* 1834)
- október 23. – Kemény Gábor politikus, publicista, az MTA tagja, 1878–1882-ben földművelés-, ipar- és kereskedelemügyi, 1882–1886-ban közmunka- és közlekedésügyi miniszter (* 1830)
- november 15. – Max Joseph in Bayern bajor herceg, a bajor népzene előmozdítója (* 1808)
- november 20. – Bánffy Béla magyar politikus, a képviselőház alelnöke (* 1831)
- november 21. – Ballagi Károly magyar királyi tanácsos és tanfelügyelő (* 1824)
- november 21. – Herrich Károly magyar vízépítő mérnök, a Tisza-szabályozás felügyelője (* 1818)
- november 28. – Bihari Péter magyar bölcsészdoktor, református főiskolai tanár (* 1840)
- december 2. – Lenhossék József orvos, anatómus, antropológus, az MTA tagja (* 1818)
- december 3. – Carl Zeiss német mechanikus (* 1816)